# 夢で逢えたら (Dragon Ashの曲)
「夢で逢えたら」（ゆめであえたら）は、Dragon Ashの18枚目のシングル。2006年12月6日発売。発売元はMOB SQUAD。

## 解説
- アルバム『INDEPENDIENTE』先行シングル。MVに高橋マリ子が出演。C/W曲には、既発楽曲2曲のリミックス音源を収録。

## 収録曲
作詞：Kj　作曲・編曲：Dragon Ash
1. 夢で逢えたら
2. Rainy
3. Ivory（Up,Bustle & Out Remix）
4. few lights till night（Up,Bustle & Out Remix）

## 収録アルバム
＃1
- 『INDEPENDIENTE』（2007年2月21日）
- 『The Best of Dragon Ash with Changes Vol.2』（2007年9月5日）
- 『LOUD & PEACE』（2012年8月22日）

＃2
- 『INDEPENDIENTE』（2007年2月21日）